# 新艾佛林登 (南达科他州)
新艾佛林登（英語：New Effington），是美国南达科他州下属的一座城市。根据2010年美国人口普查，该市有人口260人。论人口在本州排行第164。